# Méthode des champs virtuels
En physique, la méthode des champs virtuels est une méthode qui a pour but l'identification des paramètres des lois de comportement de matériaux. C'est une alternative aux méthodes classiques d'identification.
La connaissance de la loi de comportement d'un matériau et ses paramètres est un problème clé en mécanique du solide. Pour cela, la méthode classique de caractérisation repose sur l'exploitation de façon statiquement déterminée d'essais normalisés simples comme des essais de traction ou de flexion. Cette exploitation est soumise au respect d'hypothèses de staticité parfois difficile à mettre en place (homogénéité des déformations en temps et en espace). Les exigences sont d'autant plus difficiles à respecter pour des matériaux anisotropes ou hétérogènes. Un autre désavantage est le petit nombre de paramètres identifiables avec de tels essais mécaniques ce qui implique la réalisation de plusieurs essais quand les paramètres ne dépendent pas que de l'isotropie.
Des alternatives existent et reposent sur l'exploitation d'essais statiquement indéterminée. La méthode des champs virtuels (MCV) s'inscrit parmi ces alternatives. Elle est née du questionnement des utilisateurs de méthodes de mesure de champs (telles que la corrélation d'images numériques) sur l'utilisation qui pourrait en être faite dans le cadre de l'identification de paramètres.

## Généralités
La MCV permet d'extraire de mesures de champs cinématiques les paramètres qui régissent le comportement mécanique d'un matériau. La méthode est basée sur la résolution du principe des travaux virtuels (PTV) avec des champs virtuels particuliers. Le choix des champs virtuels est un point clé de la méthode.
Dans le cadre d'un problème d'identification, la géométrie de l'éprouvette est connue et on mesure les champs de déplacement, ainsi que le chargement. En mécanique des milieux continus, l'équation d'équilibre lie les contraintes, les déformations et les déplacements. Cependant, la relation entre les champs mesurés et les paramètres inconnues n'est pas connue. C'est ce qu'on appelle le « problème inverse ». Il existe différente méthode de résolution de ce problème inverse, dont la MCV qui tire au maximum les avantages de la mesure de champs.

## Principes
La méthode est basée sur le principe des travaux virtuels (PTV) qui peut s'écrire comme suit pour un volume V donné :
où :
σ est le tenseur des contraintes ;
ε* le tenseur des déformations virtuelles ;
T la distribution de chargement sur la frontière ;
Sf la partie de la frontière où est appliqué un chargement ;
u* le vecteur de déplacement virtuel ;
b la distribution de forces volumiques agissant sur V ;
ρ la masse par unité de volume ;
γ l'accélération.
Cette équation est vraie pour tout u* cinématiquement admissible (u* continu sur tout le volume et égal aux déplacements imposés par conditions aux limites sur le bord).
On introduit ensuite la loi de comportement, qui s'écrit généralement σ = g(ε) en remplaçant σ par son expression dans la formule. Chaque champ virtuel choisi donne lieu a une nouvelle équation impliquant les paramètres de la loi de comportement. La MCV se base sur cette propriété. Ce jeu d'équations est utilisé pour identifier les paramètres.

## Champs virtuels
Le choix des champs virtuels est un point important de la méthode. Le nombre de champs et leur type dépend de la nature de g(ε). On peut distinguer deux cas :
- la loi de comportement dépend linéairement des paramètres, alors écrire le PTV avec autant de champs virtuels que d'inconnues mène à un système linéaire qui donne directement les paramètres une fois inversé ;
- la loi de comportement n'est pas un système linéaire des paramètres. Dans ce cas la méthode consiste à minimiser une fonction coût qui découle du PTV.

## Histoire
C'est avec l'essor des technologies de mesure de champs dans les années 1980 que l'idée d'utiliser ces mesures pour la caractérisation des matériaux est née. Le premier travail sur le principe de la MCV a été publié dans les Comptes rendus de l'académie des sciences en 1989. Cette méthode a été élaborée par Michel Grédiac lors de sa thèse en 1990, qui a été rejoint par Fabrice Pierron en 1994, convaincu du potentiel de la MCV. Leurs travaux ont montré l'efficacité de la méthode sur différents matériaux et différents comportements. Des recherches continuent aujourd'hui à contribuer à l'essor de la MCV.

## Applications

### Élasticité
Les premières applications de la MCV étaient l'élasticité.

### Viscoélasticité
La seule application à la viscoplasticité concerne de fines plaques en vibration. Dans ce cas de vibration, le principe des travaux virtuels doit prendre en compte les forces d'inertie.

### Viscoplasticité
Le principe reste le même, mais on considère que les paramètres à identifier sont dépendants de la vitesse de déformation. On voit ici la puissance de la MCV, puisqu'elle traite maintenant des champs hétérogènes et pourtant un seul essai est nécessaire pour l'identification.

## Différence entre la MCV et les éléments finis
Grâce au choix judicieux des champs virtuels, l'intégrale des efforts peut se réduire à la résultante des efforts. La résultante des efforts peut être mesurée à l'aide de capteurs lors de l'essai. Il n'est donc plus nécessaire de modéliser les conditions de l'essai, ou de connaitre précisément la distribution des efforts aux bords de l'éprouvette.